# HD 171967
HD 171967，又名CD-4312699，SAO 229172、HR 6991，是一颗恒星，视星等为5.37，位于銀經352.23，銀緯-16.17，其B1900.0坐标为赤經18h 32m 24s，赤緯-43° -16.17′ 18″。